# Гугунава, Валериан Платонович
Валериан Платонович Гугунава (10 мая 1910 года, село Хорши, Сенакский уезд, Кутаисская губерния, Российская империя — неизвестно, Тбилиси, Грузинская ССР) — грузинский советский партийный деятель, первый секретарь Цхакаевского районного комитета Компартии (большевиков) Грузии. Герой Социалистического Труда (1951). Депутат Верховного Совета Грузинской ССР 3-го созыва.

## Биография
Родился в 1910 году в крестьянской семье в селе Хорши Сенакского уезда (сегодня — Сенакский муниципалитет). Окончил местную сельскую школу. В последующем получил высшее образование в финансово-экономическом институте. С 1933 года работал на различных хозяйственных и административных должностях в Цхакаевском районе. С 1940 года служил в Красной Армии в составе 10 озпс Закавказского военного округа. Демобилизовался в звании старшего лейтенанта и трудился в сельском хозяйстве Цхакаевского района. За выдающиеся трудовые достижения по итогам работы 1947 года был награждён Орденом Ленина.
С конца 1940-х годов — первый секретарь Цхакаевского райкома партии (предшественник — Александр Ильич Кварацхелия). Занимался развитием сельского хозяйства в Цхакаевском районе. В 1949 году сельскохозяйственные предприятия Цхакаевского района в целом перевыполнили план по чаеводству на 20,8 %. Указом Президиума Верховного Совета СССР от 19 апреля 1951 года удостоен звания Героя Социалистического Труда за «перевыполнение плана сбора урожая сортового чайного зелёного листа, цитрусовых плодов и винограда в 1949 году» с вручением ордена Ленина и золотой медали «Серп и Молот» (№ 5851).
Этим же указом званием Героя Социалистического Труда был награждён главный районный агроном Ражден Семёнович Сартания.
Избирался депутатом Верховного Совета Грузинской ССР 3-го созыва.
Находился под следствием по Мингрельскому делу.
В последующем переехал в Тбилиси, где трудился в местном исполкоме. Дата смерти не установлена.
Награды
- Герой Социалистического Труда
- Орден Ленина — дважды (21.02.1948; 1951)
- Орден «Знак Почёта» (03.09.1971)
- Почётный гражданин Тбилиси (1995).